# Иванов, Александр Васильевич (Герой Российской Федерации)
Александр Васильевич Иванов (1918—1942) — старший лейтенант авиации РККА, участник Великой Отечественной войны, Герой Российской Федерации (1998).

## Биография
Родился 9 июня 1919 года в деревне Клуколово (ныне — в составе Ям-Тёсовского сельского поселения, Лужский район Ленинградской области). В 1938 году был призван на службу в Рабоче-крестьянскую Красную армию. В 1940 году окончил Энгельсскую военную авиационную школу лётчиков. С декабря 1941 года — на фронтах Великой Отечественной войны. В боях был ранен.
К концу 1942 года старший лейтенант Александр Иванов командовал бомбардировочной эскадрильей 6-го дальнебомбардировочного авиаполка 132-й бомбардировочной авиадивизии 5-й воздушной армии. За время войны он вместе со своим экипажем совершил 134 боевых вылета на бомбардировку скоплений боевой техники и живой силы противника, нанеся ему большие потери. В ноябре 1942 года Иванов был представлен к званию Героя Советского Союза, однако представление не прошло из-за дисциплинарного проступка. 30 декабря 1942 года при бомбардировке железнодорожной станции Сальск самолёт Иванова был подбит и на обратном пути упал в горном ущелье в районе Эльбруса. Лишь в 1996 году остатки самолёта были обнаружены альпинистами. Лётчики были захоронены на центральном площади города Тырныауз в Кабардино-Балкарии.
Указом Президента Российской Федерации от 12 декабря 1998 года за «мужество и героизм, проявленные в борьбе с немецко-фашистскими захватчиками в Великой Отечественной войне 1941—1945 годов» старший лейтенант Александр Иванов посмертно был удостоен звания Героя Российской Федерации. Также был награждён двумя орденами Красного Знамени.